# 上海市语文学会
上海市语文学会是上海市语言学相关的学术团体，创建于1956年9月，首任会长为陈望道，现任会长为林在勇。

## 历史
上海市语文学会由语言学家、教育家和复旦大学校长陈望道创建，成立于1956年9月。2025年6月，上海师范大学党委书记林在勇教授当选为新任会长。
学会成员主要为上海高校语言学教师、语言学博士、中小学语文骨干教师、出版新闻机构的语言学工作者等。

## 历任会长
| 届数   | 姓名   |
| ------ | ------ |
| 第一任 | 陈望道 |
| 第二任 | 罗竹风 |
| 第三任 | 濮之珍 |
| 第四任 | 许宝华 |
| 第五任 | 游汝杰 |
| 第六任 | 胡范铸 |
| 第七任 | 林在勇 |